# 1897年ウィンブルドン選手権
1897年 ウィンブルドン選手権（1897ねんウィンブルドンせんしゅけん、The Championships, Wimbledon 1897）に関する記事。イギリス・ロンドン郊外にある「オールイングランド・ローンテニス・アンド・クローケー・クラブ」にて開催。

## 大会の流れ
- 男子シングルスは1878年、女子シングルスは1886年から「チャレンジ・ラウンド」（Challenge Round, 挑戦者決定戦）と「オールカマーズ・ファイナル」（All-Comers Final）方式で優勝を決定していた。大会前年度優勝者を除く選手は「チャレンジ・ラウンド」に出場し、前年度優勝者への挑戦権を争う。前年度優勝者は、無条件で「オールカマーズ・ファイナル」に出場できる。チャレンジ・ラウンドの勝者と前年度優勝者による「オールカマーズ・ファイナル」で、当年度の選手権優勝者を決定した。
- 初期の女子シングルスでは、チャレンジ・ラウンドにエントリーする選手が少なく、この年は7名のみだった。
- 初期のウィンブルドン選手権のように、外国人出場者が少なかった時期は、地元イギリス人選手の国旗表示を省略する。

## 大会前年度優勝者
- 男子シングルス： ハロルド・マホニー
- 女子シングルス：シャーロット・クーパー
- 男子ダブルス：ウィルフレッド・バデリー＆ハーバート・バデリー

## 男子シングルス

### チャレンジラウンド
準々決勝
- シドニー・スミス vs. ジョージ・ヒルヤード　3-6, 6-4, 6-2, 6-4
- ウィルバーフォース・イーブズ vs. ジョージ・グレビル　6-1, 6-2, 8-10, 6-0
- ウィルフレッド・バデリー vs. ローレンス・ドハティー　6-4, 6-2, 6-2
- レジナルド・ドハティー vs. フランク・ライスリー　不戦勝

準決勝
- ウィルバーフォース・イーブズ vs. シドニー・スミス　6-2, 5-7, 1-6, 6-2, 6-1
- レジナルド・ドハティー vs. ウィルフレッド・バデリー　6-3, 6-0, 6-3

決勝
- レジナルド・ドハティー vs. ウィルバーフォース・イーブズ　6-3, 7-5, 2-0 （途中棄権）

### オールカマーズ決勝
- レジナルド・ドハティー vs.  ハロルド・マホニー　6-4, 6-4, 6-3　（R・ドハティーが本大会の優勝者になる）

## 女子シングルス

### チャレンジラウンド
1回戦
- ヘンリエッタ・ホーンキャッスル vs. E・M・タイム　12-10, 6-4
- ブランチ・ビングリー・ヒルヤード vs. エディット・オースチン　6-0, 6-1
- ルース・ディアス vs. E・J・ブロムフィールド　6-0, 6-3
- アリス・シンプソン・ピカリング　試合なし → 準決勝へ

準決勝
- ブランチ・ビングリー・ヒルヤード vs. ヘンリエッタ・ホーンキャッスル　不戦勝
- アリス・シンプソン・ピカリング vs. ルース・ディアス　6-4, 4-6, 6-1

決勝
- ブランチ・ビングリー・ヒルヤード vs. アリス・シンプソン・ピカリング　6-2, 7-5

### オールカマーズ決勝
- ブランチ・ビングリー・ヒルヤード vs. シャーロット・クーパー　5-7, 7-5, 6-2　（ビングリー・ヒルヤードが本大会の優勝者になる）

## 決勝戦の結果
男子シングルス
- レジナルド・ドハティー vs.  ハロルド・マホニー　6-4, 6-4, 6-3　［オールカマーズ決勝］

女子シングルス
- ブランチ・ビングリー・ヒルヤード vs. シャーロット・クーパー　5-7, 7-5, 6-2　［オールカマーズ決勝］

男子ダブルス
- レジナルド・ドハティー＆ローレンス・ドハティー vs. ウィルフレッド・バデリー＆ハーバート・バデリー　6-4, 4-6, 8-6, 6-4　［オールカマーズ決勝］